# Crome & Goldschmidt
Crome & Goldschmidt was een Deens textielbedrijf en een bekend warenhuis.

## Geschiedenis
August Crome en Moritz Goldschmidt begonnen in 1860 een bedrijf in een bescheiden pand aan de Antonigade in Kopenhagen. Daarvoor had Goldschmidt enkele jaren een passementfabriek in Horsens gerund, waar koorden, boorden, spelden en knopen werden vervaardigd. Het bedrijf liep moeizaam. Crome had eerder als tabaksfabrikant en koopman in dezelfde stad gewerkt.
In hetzelfde jaar dat ze een partnerschap aangingen, mochten Crome en Goldschmidt gebruik maken van de gedetineerde mannen in de relatief nieuw gebouwde Horsens Penitentiary. In de eerste jaren bevond de fabriek zich binnen de muren van de gevangenis, waar katoenen kleding en accessoires zoals canvas, naalden en knopen werden geproduceerd. In 1865 verhuisde een deel van de productie naar een groter en nieuw gebouwd pand aan de Fabrikvej. Tegelijkertijd begon het bedrijf betaalde arbeiders in dienst te nemen.
Crome en Goldschmidt openden in 1881 een fabriek in Ribe, evenals in verschillende penitentiaire vestigingen in Denemarken. In 1905 had het bedrijf ongeveer 1.000 medewerkers. In 1884 werd het pand tussen Antonigade, Kristen Bernikows Gade en Østergade aangekocht voor het warenhuis. In 1927 kon het bedrijf hier de eerste roltrap van Denemarken presenteren.
De wereldwijde crisis van de jaren twintig was echter zwaar voor het bedrijf en in 1930 werden alle werknemers ontslagen. Het bedrijf herstelde zich echter. De winkel op Strøget (Østergade 32/Kristen Bernikows Gade) in Kopenhagen werd de vlaggenschipwinkel van het bedrijf. Het filiaal in Odense bevond zich in de jaren 1950 op Vestergade 25 . Op 10 februari 1971 moest de directie toegeven dat er te veel warenhuizen waren in Denemarken; vooral in Kopenhagen. Het bedrijf stopte op 1 maart met de verkoop en fuseerde met Illum onder de naam: Illum/Crome & Goldschmidt. Sindsdien is de naam volledig verdwenen.
In een bekende commercial voor het bedrijf uit 1957 proberen Dirch Passer en Kjeld Petersen herenkleding uit. De commercial werd geregisseerd door Erik Dibbern van de filmstudio Nordisk Film.